# 宮野運動公園
宮野運動公園（みやのうんどうこうえん）は、富山県黒部市宮野にある公園である。

## 概要
黒部市郊外の河岸段丘上にある公園で、陸上競技場・野球場・庭球場・多目的グランド・相撲場等の各種スポーツ施設や野外ステージ、芝生広場、児童広場などがある。1963年以降黒部市職員や中学生などにより多数のサクラが植樹されており、春には桜祭りも開催される。
公園内には仏舎利塔があり、市の納骨堂として使用されている。夜間はライトアップも実施される。また、黒部川扇状地を見渡せる展望台が設置されている。
野球場では、ベースボール・チャレンジ・リーグ→日本海オセアンリーグ→日本海リーグの富山GRNサンダーバーズが、2007年のリーグ発足以来、年に1試合以上の公式戦をほぼ毎年（2018年は開催なし）実施している。日本海リーグが発足した2023年にはリーグ開幕戦の開催球場となった。
2018年8月8日には宮野運動公園隣にレストランが営業開始した。
2019年4月20日・21日にはアイドルグループ・ももいろクローバーZのコンサート「ももクロ春の一大事2019 in 黒部市」が開催された。

## 完成に至るまで
標高120mの黒部川による低位河岸段丘である十二貫野台地上にある宮野山は、かつては草刈場として入会地に用いられ、加賀藩の椎名道三らによる灌漑後は水田として利用されていた。
宮野運動公園は黒部市で最初の都市計画公園で、1959年（昭和34年）の計画立案から30年以上の歳月をかけて1994年（平成6年）に完成した。
公園の立地は、保水力が乏しく「ザル田」と呼ばれた黒部川扇状地に1951年（昭和26年）に客土（流水で田に土を送り込む「流水客土」という手法が用いられた）となる粘土質の土壌を採取した跡地を再利用したものである。公園付近の宮野山は呉羽山礫層と呼ばれる土壌で、「くさり礫」と呼ばれる風化した礫が見られる。

## 施設
- 管理事務所（1979年3月完成[13][1]）
- 遊具広場

ローラー滑り台やブランコがある他、黒部峡谷鉄道BB3形機関車の実物、および国鉄D51形蒸気機関車をはじめとした鉄道車両の車輪が展示されている。
- 芝生広場

2012年から野外ステージのイベントが行われる。
- 陸上競技場（1974年7月完成）[15][1]
- 野球場（1978年9月完成、1980年5月にナイター設備が完成[13][1]、1984年4月30日に1,800人収容のスタンドを設置[16]）

完成当時は新川地区で唯一の球場設備を完備した公式球場であり、スコアボードは当時、全国の球場でも珍しかったアメリカ大リーグ式の縦型スコアボード（マグサイン表示装置による得点表示）が設置されていた。
- 体育館（1979年11月完成）[13][1]
- 相撲場[1]
- 多目的グラウンド

照明4基が備えられている。
- テニスコート（1979年9月完成）[18][1][13]
- ハイツ宮野（1975年8月完成）[15]
- ふれあいハウス宮野
- 仏舎利塔（高さ24[19] - 25m[1]、1965年12月起工、1967年4月18日完成。印度様式の建物で、建築予算3,500万円。お釈迦様の生身の仏舎利をインドから1964年4月にお迎えし、納骨されている[19]）

## 利用状況
2018年（平成30年）の公園利用者は120,000人であった。

## アクセス
- 北陸新幹線黒部宇奈月温泉駅（富山地方鉄道本線新黒部駅）より徒歩20分
- 北陸自動車道黒部ICから車で5分。